# Association des infirmières et infirmiers du Canada
L’Association des infirmières et infirmiers du Canada (AIIC) est une fédération de 11 associations provinciales et territoriales d’infirmières représentant plus de 133 700 infirmières autorisées et infirmières praticiennes du Canada.

## Présentation
Porte-parole national de la profession infirmière, l'AIIC soutient les infirmières et les infirmiers dans leur pratique et préconise des politiques favorables à la santé, ainsi qu’un système de santé de qualité, financé par l’état et à but non lucratif. Pour ce faire :
1. Que l’AIIC fasse progresser la discipline des sciences infirmières dans l’intérêt du public.
2. Que l’AIIC préconise des politiques publiques qui englobent les principes des soins de santé primaires et qui respectent les principes, les conditions et l’esprit de la Loi canadienne sur la santé.
3. Que l’AIIC fasse progresser la réglementation de la profession infirmière dans l’intérêt du public.
4. Que l’AIIC travaille en collaboration avec les membres de la profession infirmière, les autres professionnels de la santé, les parties intéressées au sein du système de santé et le public en général, en vue de produire et de maintenir des milieux de pratique de qualité et des résultats positifs pour les clients.
5. Que l’AIIC fasse progresser les politiques sur la santé et le développement international au Canada et à l’étranger pour promouvoir la santé et l’équité dans le monde.
6. Que l’AIIC fasse mieux connaître la profession infirmière pour que les rôles et l’expertise des infirmières et des infirmiers soient compris, respectés et optimisés dans le système de santé.

L’AIIC est le porte-parole des infirmières du Canada et représente la profession infirmière canadienne auprès d’autres organismes et de gouvernements, sur la scène nationale et internationale. Elle donne aux infirmières une association nationale forte qui permet aux infirmières du Canada de s’appuyer mutuellement et d’avoir un porte-parole puissant et unifié. Elle donne aux infirmières un personnel de base d’experts-conseils des politiques relatives aux soins infirmiers et à la santé et de spécialistes d’autres domaines comme les communications et les examens. Le rôle actif que l’AIIC joue dans l’élaboration de politiques législatives a une incidence sur les décisions relatives aux soins de santé qui touchent les professionnels de la profession infirmière tous les jours. L’Association a publié de nombreux documents, y compris le Code de déontologie des infirmières autorisées.